# Tracy Nelson
Tracy Kristine Nelson, född 25 oktober 1963 i Santa Monica, Kalifornien, är en amerikansk skådespelare och författare. 

## Biografi
Nelson är en fjärde generationens artist. Hennes gammelfarfar och -farmor var vaudevilleartisterna Hazel Dell (född McNutt) och Roy Hilliard Snyder. Deras dotter, hennes farmor Harriet Nelson, var stjärna i den populära sitcomen The Adventures of Ozzie and Harriet, farfadern den andra halvan, Ozzie Nelson. Hennes föräldrar var artisten Ricky Nelson och skådespelaren och konstnären Kristin Nelson (född Harmon). Tracy har tre yngre syskon, Matthew Nelson och Gunnar Nelson, som båda är musiker, samt Sam Nelson. Tracy Nelsons morföräldrar är Tom Harmon och skådespelerskan Elyse Knox. Hon är också brorsdotter till skådespelaren David Nelson och systerdotter till skådespelarna Mark Harmon och Kelly Harmon.
Nelson gifte sig 1987 med skådespelaren William R. Moses, knappt två år efter hennes far omkommit i en flygplanskrasch på nyårsafton i DeKalb i Texas. Hon och Moses skilde sig 1997; de har en gemensam dotter, skådespelerskan Remington Elizabeth Moses, född 1992. Nelson fick senare en son, Elijah Nelson Clark, med partnern Chris Clark 2001.
Tracy Nelson har drabbats av cancer flera gånger i sitt liv och har skrivit en bok om sina upplevelser samt ett filmmanus om sin familj The Nelsons.

## Filmografi i urval
- 1982-1983 - Square Pegs
- 1984-1985 - Fem i familjen
- 1985 - Kärlek ombord
- 1987-1991 - Fader Dowlings mysterier
- 1994 - Matlock
- 1994 - Mord, mina herrar
- 1994-1995 - Melrose Place
- 1995 - The Nanny
- 1996 - Diagnos mord
- 1998 - Seinfeld
- 2000 - Sjunde himlen